# Plato (magazine)
Pour les articles homonymes, voir Plato.
Plato (ou Plato magazine) est un magazine mensuel (ne paraît pas en janvier ni en août) imprimé francophone consacré aux jeux de société.
Le magazine propose des dossiers, interviews, chroniques sur des jeux de société modernes, récents ou anciens, échos des clubs et festivals, etc.
Plato est disponible sur abonnement ou à la commande sur le site officiel du magazine, ainsi que dans les boutiques spécialisées en jeux de société en Belgique et en France.
Le magazine répond aux normes PEFC et FSC, qui certifient qu'il est imprimé sur du papier issu d'une gestion durable des forêts.

## Rubriques

### Tutti frutti
Import : fait découvrir un jeu qui n'est pas distribué en France ou dont les règles ne sont pas disponibles en français
Agenda : présente les événements ludiques, festivals et tournois à venir
Billet d'humeur : coup de cœur ou coup de gueule
Bouquinerie : parle de livres liés aux jeux de société, par exemple à leurs illustrations ou leur création
Déclinaison : décrit une version rethématisée d'un jeu déjà existant
Extension : évalue ce qu'une extension apporte d'intéressant au jeu de base
Jeu : labyrinthe, mots croisés, concours ou autre jeu à destination des lecteurs
Les jeux, c'est du sérieux ! : détourne des situations et faits ludiques dans un article humoristique
News
Plein les mirettes : met en avant du matériel ou des graphismes particulièrement remarquables d'un jeu
Réédition : parle d'une nouvelle version d'un jeu en pointant les différences avec l'édition d'origine
Tendance

### Articles
Au fond de l'armoire : revient sur un ancien jeu en le resituant dans le contexte de son époque
Bien débuter : décortique les grands axes stratégiques d'un jeu pour aider les joueurs lors de leurs premières parties
Carnet d'auteur(s) : laisse la parole aux auteurs de jeux pour décrire le processus de création de leur jeu
Dossier
L'art de : met en avant le travail d'un artiste dans le domaine du jeu de société
L'envers du plateau : dévoile le processus de développement et d'édition d'un jeu en particulier
Plateau numérique : chronique de la transposition numérique d'un jeu de société
Preview : chronique d'un jeu en voie d'édition, mais pas encore disponible en boutique
Rencontre : interview d'un acteur ludique
Sortie de table : aborde d'autres types de jeux, notamment jeux d'extérieurs et sorties ludiques

### Chroniques
Les chroniques consistent en une description de jeux de société en trois parties (description du matériel, description brève des règles, avis argumenté), avec attribution d'une note sur 5 figurée par un meeple expressif :
5 : valeur sûre, coup de cœur du chroniqueur;
4 : bon jeu auquel on a envie de jouer fréquemment;
3 : jeu agréable auquel on se plaît à jouer de temps à autre;
2 : jeu moyen, qui ne donne pas forcément envie de rejouer;
1 : jeu peu intéressant, déception du chroniqueur.
Des avis complémentaires et concis d'autres membres de la rédaction sont parfois ajoutés. Il arrive qu'une chronique sorte de la structure habituelle pour afficher un style plus créatif.

## Historique
- 2005-2006 : Le premier numéro de Plato est paru en novembre 2005 au format papier. Il est vendu en Belgique dans les points presse et en France dans les magasins spécialisés. La publication continue mensuellement jusqu'au numéro 12 (décembre 2006).
- 2007 : Plato devient bimestriel. Les numéros 13, 14 et 15 sont imprimés et distribués de la même façon que les précédents. À partir du numéro 16 (septembre/octobre 2007), le magazine passe en format numérique (pdf) gratuit.
- 2009 : Le numéro 25 (avril/mai 2009), toujours en format numérique (pdf), est vendu avec paiement non obligatoire après téléchargement. Plato est de retour sur papier dès le numéro suivant, disponible sur abonnement et en boutiques spécialisées en jeux de société.
- 2011 : Plato est à nouveau mensuel dès le numéro 39 (août 2011).
- 2015 : Plato fait peau neuve avec son numéro 74 (mars 2015) : une nouvelle maquette, un nouveau papier, et l'apparition dans certaines chroniques d'avis complémentaires des membres de la rédaction.
- 2020 : en juillet, Lucas Delhez devient l'éditeur de Plato.
- 2021 : en janvier, une nouvelle société est créée pour gérer l'édition. Il s'agit de GL HF SRL.